# Гуревич-Гурьев, Георгий Самарьевич
Георгий Самарьевич (Самариевич) Гурьев-Гуревич (Гуревич-Гурьев) (1894—1977) — советский архитектор, инженер-архитектор.

## Биография
Родился 16.03.1894 в Одессе в семье служащих.
В 1912 году окончил Одесское коммерческое училище и переехал в Петербург.
В 1913 году поступал одновременно в Политехнический институт и на актёрское отделение театрального училища. Как следовало из его рассказа внукам, перспектива актерской карьеры подтолкнула его придумать себе более звучную «актерскую» фамилию, добавив к «Гуревич» вторую половину «Гурьев». В соответствии с действовавшим до начала 30-х годов законодательством, оформить документы на подобное изменение было несложно. Так возникла не существовавшая ранее двойная фамилия. Гурьев-Гуревич прошел по конкурсу в оба вуза, но окончательный выбор сделал в пользу профессии архитектора. Одновременно с учёбой в Политехническом в качестве вольнослушателя занимался в Академии художеств на архитектурном отделении.
Жил в Москве по адресу: Большой Кисловский переулок, 4, кв. 3.
Дочь — Татьяна Георгиевна Гурьева-Гуревич (1922—2014), искусствовед, жена искусствоведа Александра Абрамовича Каменского.

## Личность
… Во-первых, я волею Неизвестного артист футуристов театра. Как я тебе уже, кажется, писал, я после лекции в Троицком театре Маяковского, А. Крученых и Д. Бурлюка (на которую (лекцию) получил от Крученых контрамарку, услышав, что они отправляются в кабачок «Бродячую Собаку» отправился туда и выждав прихода вышеуказанных футуристов, хлопнул по плечу Бурлюка и заявил, чтобы он меня взял с собой, он вместе с Маяковским взяли меня обруки и ввели играть, а так как эта роль только в I действии, то он мне ещё дал роль «человека» во II действии. После читал свою оперу Крученых «Победа над солнцем». В ней он мне тоже дал 2 роли: «Разговорщика по телефону» и «Пестрого глаза».
Артистами набрали студентов, хотя в опере, кроме театрального хора ещё было 3 певцов из Народного Дома. В трагедии ещё самого себя играл Маяковский. Спектакли 2,3,4 и 5 декабря состоялись в бывшем театре Комиссаржевской ныне театр Луна-парк. 2 раза шла трагедия и 2 раза опера. За 10 репетиций нам заплатили по 2 рубля и за 4 спектакля по 5 рублей. Таким образом я заработал за 1 1/2 недели 40 рублей…
— Из письма Георгия Гуревича жене, Нине Гольденберг. Начало декабря 1913 г. (Архив семьи Каменских - Гурьевых-Гуревич).
В 1915 перевелся в Москву на архитектурное отделение инженерно-строительного факультета Рижского Политехнического института. (В 1915 году эвакуирован в Москву в связи с очевидной угрозой захвата Риги немецкими войсками. После Октябрьской революции институт влился в состав МВТУ). Один из любимых учеников заведующего кафедрой архитектурного проектирования профессора Р. И. Клейна. В 1917—1918 гг. параллельно учёбе работал в Сущевско-Марьинской Районной Управе Москвы. Участвовал в Гражданской войне, служил в Военно-инженерной дистанции Красной армии (1918 −1919).
В 1919 году избран депутатом Моссовета от студенчества, кандидат в Исполком Моссовета, депутат Хамовнического районного совета. В марте 1921 окончил М. В. Т. У. (1-й выпуск архитектурного отделения инженерно-строительного факультета, удостоверение от 22 августа 1921 за № 6325) со званием «инженер-архитектор», тема дипломной работы «Дом правительства» («Дом Советов»). В 1921—1924 гг. работал строительным десятником, прорабом и заместителем главного инженера в Стройуправлении МоскомГОСООРо, затем в Стройбюро Наркоминдел, занимался восстановлением разрушенных особняков и отделкой интерьеров в них для иностранных посольств. С 1924 в проектных организациях — проектной группе Промбанка, Стандартстрое, Промгражданстрое, в 1927 поступил на работу в Стройотдел Наркомсвязи на должность старшего архитектора, автор проектов и руководитель строительства ряда АТС и почтово-телеграфных контор в различных городах СССР. В 1929 начал работать в Гипрогоре, сначала в качестве старшего архитектора, затем руководил группой типового проектирования, главный инженер ГИПРОГОРа. В 1933 пришёл на работу в Горстройпроекте Наркомстроя, c 1963 года в архитектурной мастерской Моссовета № 9.
Делегат I-го Всесоюзного съезда советских архитекторов (1937 г.).
В 1941 откомандирован в Красноярск для проектирования жилья для рабочих эвакуированных предприятий и новых оборонных предприятий. В 1944, после освобождения Донбасса, откомандирован для участия в восстановительных работах, руководитель проектирования восстановительного строительства. В 1945 мобилизован для выполнения спецзаданий Наркомстроя в Германии.
Автор планировки и застройки, руководитель комплексного проектирования городов Тушино, Красноярск, Саратов, Балхаш, Орск. В 1934—1935 гг. проектировал и руководил строительством малоэтажных жилых домов московского Прожекторного завода на шоссе Энтузиастов. Эти дома и проект жилого квартала в Химки — Тушино (тушинский Авиагородок) вызвали большой общественный интерес. Д. Аранович, в частности, писал: «Во внешней архитектуре самих зданий архитектор Гурьев-Гуревич исходил из стремления „обогатить“ композиционную схему конструктивизма. В некоторой мере эта задача архитектору безусловно удалась». Перечисляя ряд использованных приёмов, рецензент указывает, что они «дают в целом весьма ощутимый шаг вперед по сравнению с конструктивизмом».
В 1940—1943 автор и главный архитектор проекта застройки центральной части правобережья и проекта перепланировки генеральной схемы застройки правобережья Красноярска. Руководитель и участник проектирования жилищного строительства при военных заводах и промышленных объектах оборонного комплекса, автор проектов зданий в Москве, Алма-Ате, Иванове, Свердловске (Екатеринбурге), Казани, Саратове, Ялте, Ульяновске, Ленинграде, Бежице, Горьком (Нижнем Новгороде), Тбилиси, Баку, Днепропетровске, автор проекта реконструкции Комсомольского проспекта в Молотове (Перми).
Похоронен на Донском кладбище в Москве.
ТВОРЧЕСКОЕ НАСЛЕДИЕ
Архив архитектора хранится в Государственном научно-исследовательском музее архитектуры им. А. В. Щусева.

## Реализованные проекты
- Трибуны стадиона завода «Динамо» в Москве, 1924.
- Дворец культуры металлистов, Бежица, 1924, совместно с А. Я. Лангманом.
- Главпочтамт, Иваново, проспект Ленина 17 (1929—1931, перестроен в 1957)
- Промышленный банк, Иваново, проспект Ленина 18 (1927).[18] Здание почтово-телеграфной конторы в Евлана (1927—1929).
- Здание почтово-телеграфной конторы в Наманган (1927—1929). Здание почтово-телеграфной конторы в Рубцовске (1927—1929).
- Промбанк (Деловой дом), Свердловск, улица 8 марта, дом 8Б (1926—1928)
- Почтово-телеграфная контора и АТС в Иваново-Вознесенске (1927—1929)
- Пристройка здания АТС к зданию почты в Новосибирске (1927—1929).
- Здание автоматической телефонной станции, Одесса, 1929.
- Дом связи, Минск, 1929.
- Типовые деревянные дома для дачного поселка Загорянский, Московская область (1930).
- Дом профессуры при Сельхозинституте в Куйбышеве (1930—1932).
- Здание Химического института в Томске (1930—1932).
- Гараж на 100 машин у Краснопресненской заставы, Москва (1930—1932), совместно с Соломоновым.
- Учебный корпус Казанского химико-технологического института им. С. М. Кирова, 1933—1937, совместно с И. Г. Гайнутдиновым[19].
- Корпус противосапного института на озере Селигер (1934—1935).
- Жилой дом на Рогожской улице, Москва (1934—1935).
- Жилой дом завода «Прожекторстрой», шоссе Энтузиастов, дом 60, Москва, 1936, совместно с А. М. Зальцманом, не сохранился.
- Жилой дом, корпус 1 завода «Прожекторстрой», шоссе Энтузиастов, дом 66, Москва, 1936, совместно с А. М. Зальцманом.
- Планировка и застройка жилых кварталов Авиагородка, Тушино, 1936, в соавторстве с С. П. Тургеневым.
- Застройка жилого района ГПЗ, Саратов, 1937—1939.
- Всесоюзный научно-исследовательский институт виноделия и виноградарства «Магарач» (ВНИИВиВ «Магарач»), Ялта, 1939, совместно с Д. С. Меерсоном.(Институт виноградарства и виноделия «Магарач»).
- Жилые кварталы «Сибтяжмаш», Горстройпроект, гл.архитектор, 1941.Проекты застройки жилых районов (поселков) Красноярска при Паровозостроительном, Станкостроительном, Машиностроительном, Афинажном заводах, Бумкомбинате и РайТЭЦ (1941—1943).
- Жилой дом завода им. Дзержинского, улица Дальняя, Молотов (Пермь), 1949.
- Планировка и застройка жилого района «Автозис», Ульяновск, 1946—1947.
- 9-ти этажный жилой дом, Москва, Подмосковный проезд, 1948—1952. Совместно с Каргановым.
- Автор проекта реконструкции центральной магистрали в г. Молотов (Пермь) (Комсомольский проспект проспект Сталина), 1950-е гг., совместно с С. Н. Селивановским и С. П. Тургеневым)[20].
- Жилой дом, Комсомольский проект, дом 81, Пермь (совместно с С. П. Тургеневым).

### Типовые проекты
- Стандартные дома на 1 — 3 — 8 квартир. «Стандартстрой», 1945.
- Дома гостиничного типа-общежития на 351—303 — 582—521 человек. Горстройпроект, 1958.
- Дома гостиничного типа с индивидуальными квартирами на 288, 286—474 и 507 человек. «Горстройпроект», 1958. Авторская группа: Селивановский С. П., Московская Н., Смирнова И., Шредер Е. 1958.

## Семья
- 1-я жена — Гольденберг Нина Ильинична, инженер-архитектор, (22.01.1896, Санкт-Петербург — 1944, Москва)
  - дочь — Гурьева-Гуревич Татьяна Георгиевна, искусствовед, редактор издательства «Советский художник» (09.12.1922 — 07.01.2014)
    - внук — Каменский Юрий Александрович. Биохимик (1948).
    - внук — Каменский Михаил Александрович, искусствовед (1959)[21][22]
- 2-я жена — Тигранова Лидия Давыдовна, учитель (1909, Кривой Рог — 1997, Москва)